# 普六茹氏
普六茹姓為漢字複姓之一，为北魏鲜卑族姓氏(在蒙古語解楊樹)，一作普陆茹氏或普陋茹氏，后改为茹姓。 

## 人物
- 楊忠：隋文帝楊堅的父親，西魏恭帝授封為隋國公，賜姓普六茹。
- 楊堅，小字那羅延。
- 戚徽之